# Dominik Prokop
Dominik Prokop (Vienna, 2 giugno 1997) è un calciatore austriaco, centrocampista dell'Hartberg.

## Carriera

### Club
Cresciuto nelle giovanili dell'Austria Vienna, alterna, in una prima fase di carriera, presenze con la squadra maggiore e presenze con la seconda selezione. Il 20 ottobre 2016 fa il suo esordio in Europa League, dopo aver disputato già la fase preliminare, nel 3-3 contro la Roma nel Girone E. Nell'occasione realizza anche il suo primo gol nella competizione, accorciando il risultato prima del recupero finale del compagno di squadra Olarenwaju Kayode. Il 28 maggio 2017, segna il momentaneo 1-3 (del finale 1-6), in Bundesliga contro l'Admira Wacker, sua prima marcatura nel massimo campionato austriaco. A fine stagione 2019-2020, non rientrando più nei piani societari, rimane svincolato. Nel dicembre 2020, dopo mesi di inattività, viene acquistato dal Wehen Wiesbaden, squadra militante in 3. Liga, campionato di terzo livello. Il 15 dello stesso mese, gioca la sua prima partita nella vittoria per 4-2 contro il Lubecca, segnando nuovamente all'esordio.

### Nazionale
Ha fatto parte di svariate nazionali di categoria dell'Austria, a partire dall'Under 16 fino all'Under 21.

## Statistiche

### Presenze e reti nei club
Statistiche aggiornate al 17 dicembre 2020.
| Stagione              | Squadra               | Campionato            | Campionato | Campionato | Coppe nazionali | Coppe nazionali | Coppe nazionali | Coppe continentali | Coppe continentali | Coppe continentali | Altre coppe | Altre coppe | Altre coppe | Totale | Totale | Totale |
| Stagione              | Squadra               | Comp                  | Pres       | Reti       | Comp            | Pres            | Reti            | Comp               | Pres               | Reti               | Comp        | Pres        | Reti        | Pres   | Reti   |        |
| --------------------- | --------------------- | --------------------- | ---------- | ---------- | --------------- | --------------- | --------------- | ------------------ | ------------------ | ------------------ | ----------- | ----------- | ----------- | ------ | ------ | ------ |
| 2015-2016             | Austria Vienna        | BL                    | 1          | 0          | CA              | 1               | 0               | -                  | -                  | -                  | -           | -           | -           | 2      | 0      |        |
| 2016-2017             | Austria Vienna        | BL                    | 13         | 1          | CA              | 1               | 0               | UEL                | 4                  | 1                  | -           | -           | -           | 18     | 1      |        |
| 2017-2018             | Austria Vienna        | BL                    | 30         | 5          | CA              | 3               | 1               | UEL                | 9                  | 2                  | -           | -           | -           | 42     | 8      |        |
| 2018-2019             | Austria Vienna        | BL                    | 27         | 1          | CA              | 4               | 2               | -                  | -                  | -                  | -           | -           | -           | 31     | 3      |        |
| 2019-2020             | Austria Vienna        | BL                    | 15         | 0          | CA              | 1               | 2               | UEL                | 1                  | 0                  | -           | -           | -           | 17     | 2      |        |
| Totale Austria Vienna | Totale Austria Vienna | Totale Austria Vienna | 86         | 7          |                 | 10              | 5               |                    | 14                 | 3                  |             | -           | -           | 110    | 15     |        |
| Totale carriera       | Totale carriera       | Totale carriera       | 86         | 7          |                 | 10              | 5               |                    | 14                 | 3                  |             | -           | -           | 110    | 15     |        |

### Cronologia presenze e reti in nazionale
| Cronologia completa delle presenze e delle reti in nazionale ― Austria under 21 | Cronologia completa delle presenze e delle reti in nazionale ― Austria under 21 | Cronologia completa delle presenze e delle reti in nazionale ― Austria under 21 | Cronologia completa delle presenze e delle reti in nazionale ― Austria under 21 | Cronologia completa delle presenze e delle reti in nazionale ― Austria under 21 | Cronologia completa delle presenze e delle reti in nazionale ― Austria under 21 | Cronologia completa delle presenze e delle reti in nazionale ― Austria under 21 | Cronologia completa delle presenze e delle reti in nazionale ― Austria under 21 |
| Data                                                                            | Città                                                                           | In casa                                                                         | Risultato                                                                       | Ospiti                                                                          | Competizione                                                                    | Reti                                                                            | Note                                                                            |
| ------------------------------------------------------------------------------- | ------------------------------------------------------------------------------- | ------------------------------------------------------------------------------- | ------------------------------------------------------------------------------- | ------------------------------------------------------------------------------- | ------------------------------------------------------------------------------- | ------------------------------------------------------------------------------- | ------------------------------------------------------------------------------- |
| 24-3-2017                                                                       | San Pedro del Pinatar                                                           | Austria under 21                                                                | 1 – 1                                                                           | Australia under 21                                                              | Amichevole                                                                      | -                                                                               | 26’                                                                             |
| 27-3-2017                                                                       | San Pedro del Pinatar                                                           | Paesi Bassi under 21                                                            | 0 – 1                                                                           | Austria under 21                                                                | Amichevole                                                                      | -                                                                               | 88’                                                                             |
| 8-6-2017                                                                        | Ritzing                                                                         | Austria under 21                                                                | 3 – 0                                                                           | Gibilterra under 21                                                             | Qual. Europeo Under-21 2017                                                     | 1                                                                               | 78’                                                                             |
| 12-6-2017                                                                       | Ritzing                                                                         | Austria under 21                                                                | 2 – 1                                                                           | Ungheria under 21                                                               | Amichevole                                                                      | -                                                                               | 46’                                                                             |
| 1-9-2017                                                                        | Hartberg                                                                        | Austria under 21                                                                | 2 – 2                                                                           | Finlandia under 21                                                              | Amichevole                                                                      | -                                                                               |                                                                                 |
| 6-10-2017                                                                       | Mosca                                                                           | Russia under 21                                                                 | 1 – 0                                                                           | Austria under 21                                                                | Qual. Europeo Under-21 2019                                                     | -                                                                               | 57’                                                                             |
| 10-10-2017                                                                      | Erevan                                                                          | Armenia under 21                                                                | 0 – 5                                                                           | Austria under 21                                                                | Qual. Europeo Under-21 2019                                                     | -                                                                               | 58’                                                                             |
| 22-3-2018                                                                       | Wiener Neustadt                                                                 | Austria under 21                                                                | 0 – 5                                                                           | Danimarca under 21                                                              | Amichevole                                                                      | -                                                                               | 64’                                                                             |
| 31-5-2018                                                                       | Zell am See                                                                     | Austria under 21                                                                | 0 – 3                                                                           | Rep. Ceca under 21                                                              | Amichevole                                                                      | -                                                                               | 71’                                                                             |
| 3-6-2018                                                                        | Kuchl                                                                           | Austria under 21                                                                | 2 – 3                                                                           | Rep. Ceca under 21                                                              | Amichevole                                                                      | -                                                                               | 64’                                                                             |
| 7-9-2018                                                                        | Ritzing                                                                         | Austria under 21                                                                | 2 – 1                                                                           | Armenia under 21                                                                | Qual. Europeo Under-21 2019                                                     | -                                                                               | 72’                                                                             |
| 11-9-2018                                                                       | Gibilterra                                                                      | Gibilterra under 21                                                             | 0 – 5                                                                           | Austria under 21                                                                | Qual. Europeo Under-21 2019                                                     | -                                                                               | 46’                                                                             |
| 12-10-2018                                                                      | Novi Sad                                                                        | Serbia under 21                                                                 | 0 – 0                                                                           | Austria under 21                                                                | Qual. Europeo Under-21 2019                                                     | -                                                                               | 46’                                                                             |
| Totale                                                                          |                                                                                 | Presenze                                                                        | 15                                                                              |                                                                                 | Reti                                                                            | 1                                                                               |                                                                                 |